# Мавзолей Ходжи Ахмеда Ясави
Мавзолей Ходжи Ахмеда Ясави (каз. Қожа Ахмет Ясауи кесенесі) — мавзолей на могиле тюркского поэта и основателя суфийского ордена Яссавия Ходжи Ахмеда Ясави, расположенный в городе Туркестане в Туркестанской области Казахстана. Является центральным объектом на территории историко-культурного музея-заповедника «Әзірет Сұлтан» «Хазрет-султан».

## История строительства

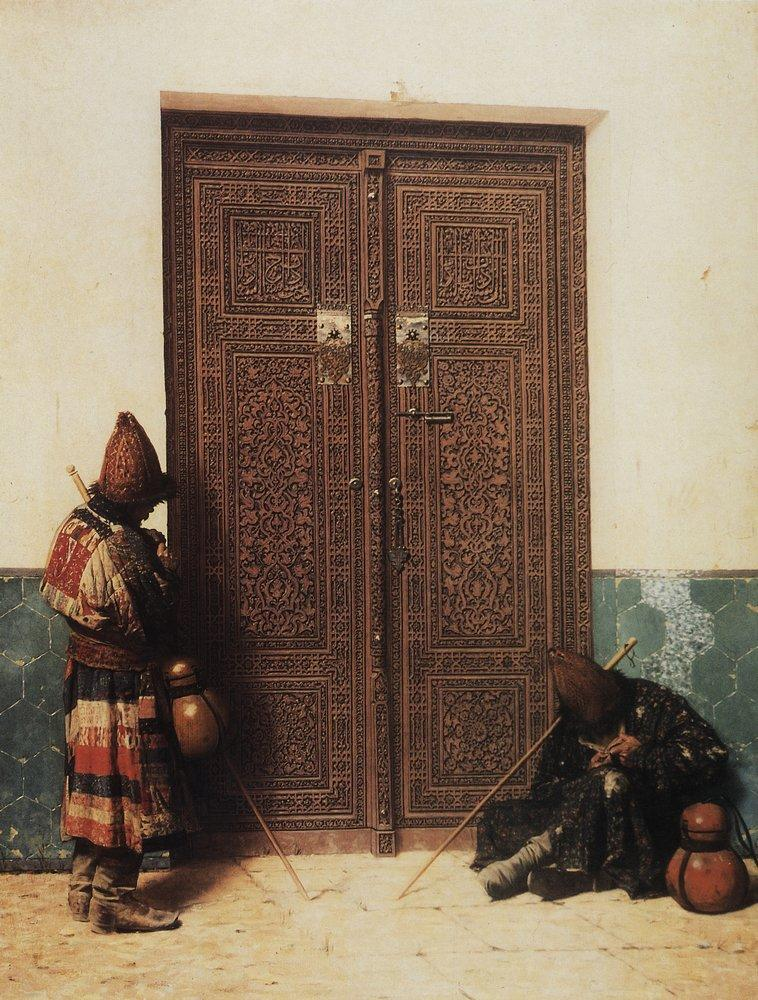
«У дверей мечети». Картина русского художника В. Верещагина, Туркестан, 1873 г.

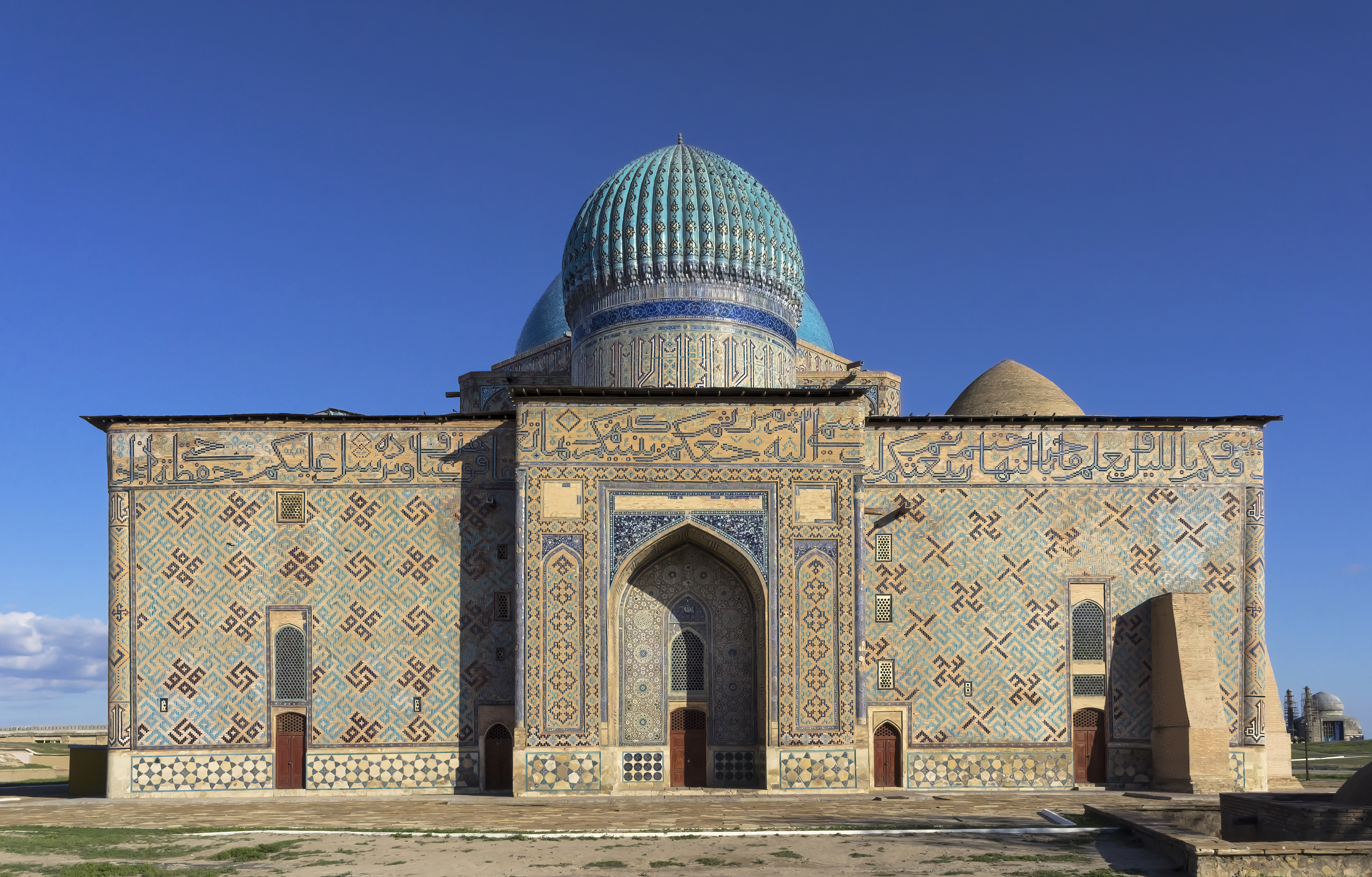
Мавзолей

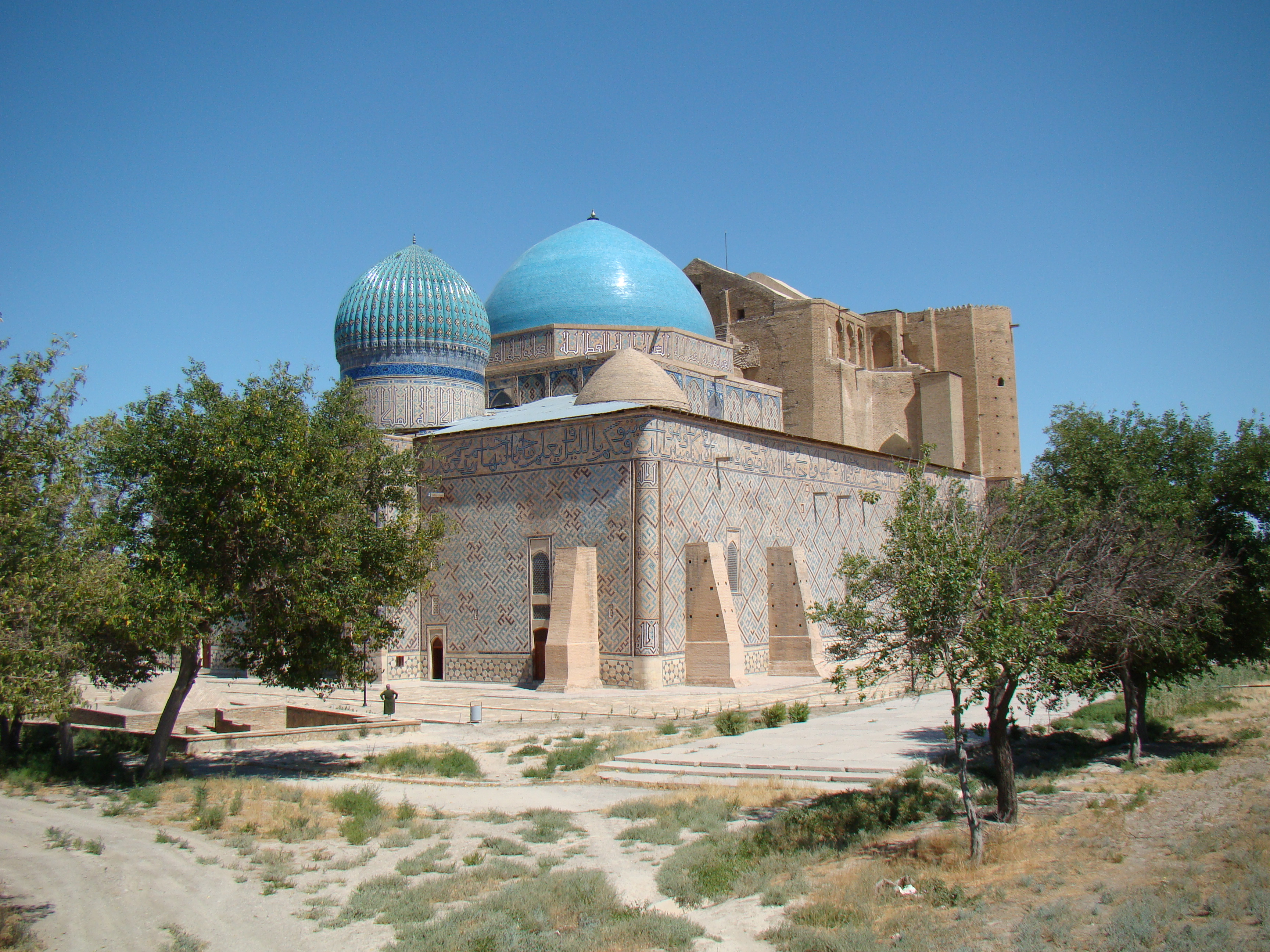
Мавзолей

Современный мавзолей был построен на месте погребения суфийского поэта Ходжи Ахмеда Ясави, имевшего большой авторитет среди мусульман региона и оказавшего значительное влияние на ислам в Средней Азии. Он умер в 1166 (67) и был похоронен с большой честью в маленьком мавзолее.
Ныне существующий мавзолей был возведен спустя 233 года после его смерти по приказу Тамерлана.
В 1395 году Тамерлан нанес поражение хану Тохтамышу, правителю Золотой Орды и в честь этой победы полководец решил построить новый, грандиозный мемориальный комплекс на месте старого мавзолея Ходжи Ахмеда Ясави, который к тому времени стал очень ветхим. В этом решении Тамерлан руководствовался как религиозными убеждениями, так и политическими целями. Возводя мавзолей на могиле уважаемого человека, он утверждал свою власть и укреплял свой авторитет. Некоторые историки считают, что Тамерлан сам принял личное участие в составлении проекта для будущего мавзолея и давал инструкции его строителям.
Тамерлан сам определил основные размеры здания, в частности, диаметр большого купола должен был равняться 30 гязам (единица меры длины, равная 60,6 см). Этим модулем (гязом) определялись размеры всех остальных частей сооружения. В указе Тамерлана содержались также рекомендации относительно некоторых декоративных деталей здания и его внутреннего убранства.
Ещё в 1397 году по приказу Тамерлана на месте могилы Ясави было заложен ханака суфиев, последователей Ясави, но завершение строительства мечети прекратилось сразу после его смерти в 1405 году. После смерти Тамерлана недостроенным остался лишь входной портал.

План мавзолея

Бухарский правитель из династии шейбанидов Абдулла-хан II выделил средства на благоустройство мавзолея. По его приказу было окончено строительство портальной части мечети-мавзолея Ходжи Ахмеда Ясави, оставшейся незавершенной после смерти Тимура. Кроме того, произведен частичный ремонт памятника (укреплено основание, реконструирована ниша у северного минарета, переделаны перекрытия и т.д.).
В 1815 году кокандский хан Умар-хан посетил гробницу Ходжа Ахмеда Ясави, принеся в жертву 70 баранов и одарив всех шейхов этой известной святыни. Здесь же были объявлены назначения на государственные должности, дарованы различные звания.
При сооружении этого здания зодчие применяли ряд новаторских архитектурных и строительных решений, которые были использованы при возведении Самарканда, столицы империи Тимуридов. Сегодня мавзолей является одним из самых значительных и хорошо сохранившихся сооружений той эпохи.

## Использование, история во времена Российской Империи
Во времена Казахского ханства, мавзолей был резиденцией казахских ханов.
В 1815 году кокандский хан Умар-хан посетил гробницу Ходжа Ахмеда Ясави, принеся в жертву 70 баранов и одарив всех шейхов этой известной святыни. Здесь он объявил, что будет величаться не просто ханом, а принимает титул амир ал-муслимин (повелитель правоверных). Титул был провозглашен во время пятничной молитвы . Здесь же были объявлены назначения на государственные должности, дарованы различные звания.
В 1888 году с разрешения правящей элиты Российской империи эмир Бухарский Абдулахад-хан расходовал часть денег преподнесенных Государю Императору на ремонт величественной мечети Султан-Азрет в городе Туркестане., скорее всего речь шла о мавзолее Ходжа Ахмеда.
В 1899 г. купеческая семья Яушевых выделила 82 тысячи рублей на ремонт мавзолея Ясави. На эти средства были проведены работы по укреплению здания.

## Советский период
В советский период в мавзолее решением ЦК Компартии Казахской ССР был размещен республиканский антирелигиозный музей.

## Особенности мавзолейного комплекса
Мемориальный комплекс "Әзірет-Сұлтан" помимо самого мавзолея Ходжи Ахмеда Ясави включает в себя множества других сооружений построенных рядом с ним в разные годы, а именно средневековую баню (монша), хильвет (Қылует) где жил Ясави после исполнения ему 63 лет, мавзолей правнучки Тамерлана и дочери астронома Улугбека Рабии Султан Бегим, мавзолей казахского хана Есима, шильдехана и другие памятники старины, среди которых чудом сохранившийся подземный дом для размышлений Кумшик-ата. В целом весь комплекс объектов иногда именуется как «историко-культурная резервация».
Мавзолей Ясави состоит из огромного, прямоугольного здания (46,5x65,5 метров) с порталами и куполами. Высота арочного портала 37,5 метров, высота главного купола 44 метра, диаметр 22 метра. Толщина внешних стен — почти 2 метра, стены центрального зала — 3 метра толщиной. Здание имеет огромный входной портал и множество куполов. Вокруг центрального зала расположено более чем 35 помещений, из которых 12 помещений располагаются на первом этаже и 23 на втором. Из-за неожиданной смерти Тамерлана по дороге в Китай, второй этаж мавзолея был не достроен из-за чего люди туда не допускаются и по сей день. Дверь усыпальницы украшена прекрасной резьбой по слоновой кости и дереву.
Мавзолей имеет один из самых больших кирпичных куполов в Центральной Азии. Купол для мусульман был символом единства и гостеприимства. Именно поэтому было уделено особое внимание размеру и внешности купола.
Комплекс дворцов и мечеть является одним из самых больших, возведённых в эпоху Тимуридов. Над входом в здание хорошо сохранилась надпись которая гласит: «Это святое место сооружено по велению властелина, любимого Аллахом, Эмира Тимура — да продлит Аллах его повеления на века!»
Кирпичи, использованные при строительстве привозились из древнего города Сайрам по приказу Амира Тимура. Надгробный камень святого был привезен из Тебриза.
По своим масштабам мавзолей Ахмеда Ясави равен мечети Биби-Ханым в Самарканде (Узбекистан).
Мавзолей сохранил свои первоначальные конструкции сводов и большую часть своего внешнего убранства. Оригинальные остатки настенных росписей видны в интерьере, и возможно, что под побеленными поверхностями можно обнаружить ещё больше, когда будут проведены дальнейшие реставрационные работы. Мукарны потолков все ещё на месте. Незавершенное состояние главного входа и части интерьера представляют дополнительный интерес, служа документальным свидетельством методов строительства того периода.

## Помещения мавзолея

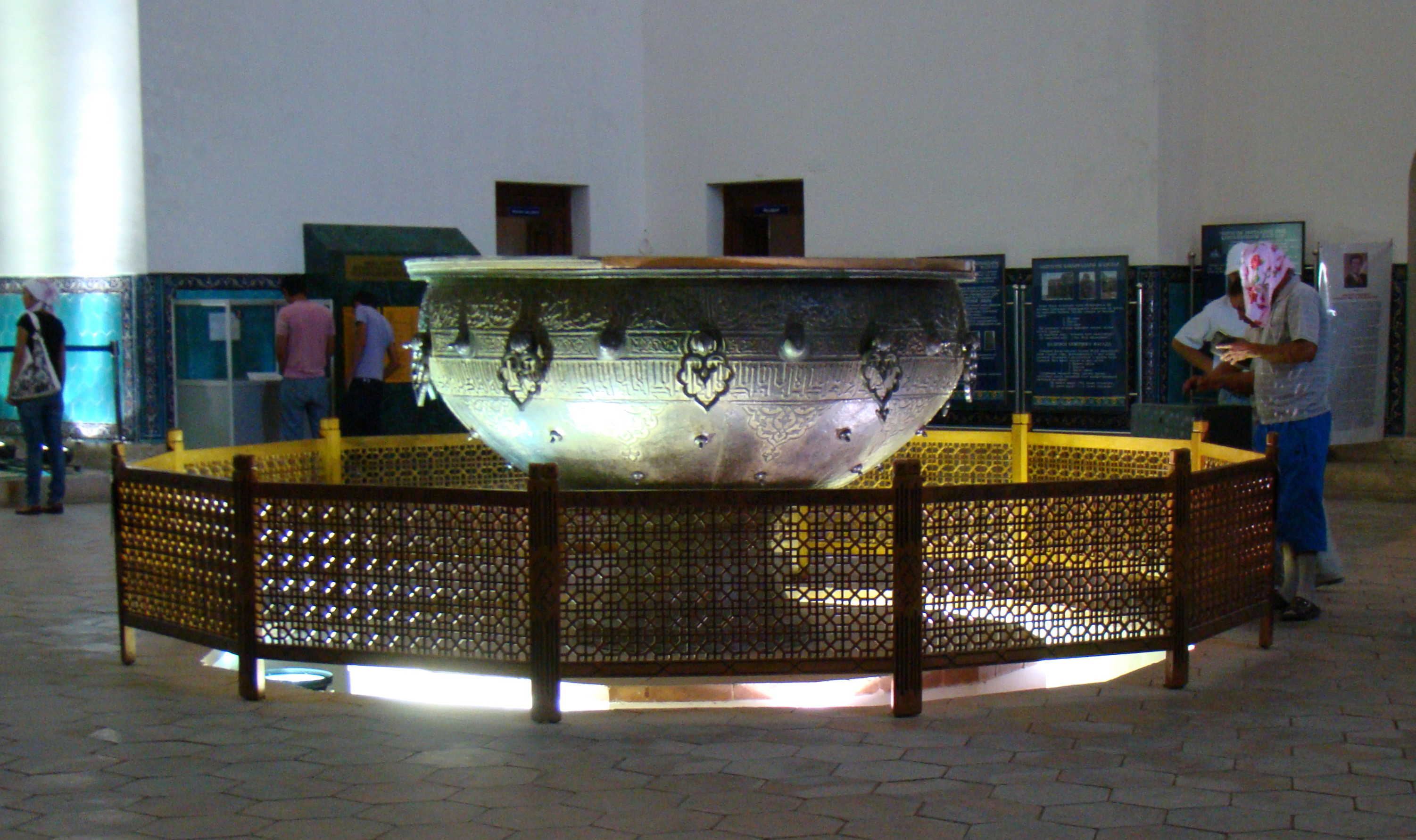
Помещение казандык. В центре находится тай казан

Мавзолей Ходжи Ахмеда Ясави состоит из восьми помещений различного характера, которые группируются вокруг центрального, самого большого в комплексе зала для тайказана (каз. қазандық): мавзолей, мечеть, большой и малый дворцовые залы (каз. ақсарай), библиотека (каз. кітапхана) и хозяйственный комплекс, в который входят колодезная (каз. құдықхана), столовая (каз. асхана), жилые и другие помещения.
Входная дверь
В мавзолее Ходжа Ахмеда Ясауи с XIV века сохранились две двери. Это — дверь центрального зала Жамагатханы (Казандык), которая называется «Какпа» («Ворота») и дверь усыпальницы «Қапсырма» («Застешка»).
Двухстворчатая дверь, ведущая в Жамагатхану (Казандык), «Какпа» (размеры 3,7х2,1 м) — расположена в глубине портала Южного фасада. Это центральная парадная дверь.
Орнаментация на внешней стороне двери делится на три части, каждая из них отделена друг от друга узорчатым (тисненным) поясом.
Переводы надписи на двери:
«Слава Аллаху Всевышнему за всё [ниспосланное]! Хвала Аллаху Всевышнему за всё [ниспосланное]!»
«Врата святых — источник счастья, любовь к святым — ключ к счастью!».
«Слуга [священного] порога Твоего — да будет в достатке!».
В середине двери на четырёхугольных бронзовых пластинах вделаны два бронзовых кольца- хальки- приспособления для стука. На кромке колец и в верхней части пластины выгравирована надпись на персидском и арабском языках.
Перевод надписей:
«Пророк — да будет мир над ним! Сказал: «Сей мир скоротечно, превращая его в повиновение Бога!».
«Цель наша — узоры [жизни], что останется после нас, ибо не вижу бытие вечным.
Может, кто-то владыка сердца с умилением,
Однажды помолится за [этого] бедняка».
Саади, поэма «Гулистан».
«В году семьсот девяносто девятом (1396-97), изготовил (её) раб немощный и просящий (прощения у Бога) Изз ад -дин ибн Тадж ад -дин ал-Исаги. Да будет эта дверь для достижения радости и всегда приносящей благо, открытой для друзей, и закрытой для неприятелей!».

### Казандык
Казандык — помещение для тайказана. Это парадное помещение комплекса, квадратное в плане со сторонами, равными 18,2 м, покрыто самым большим из сохранившихся в Средней Азии сфероконическим куполом с одинарной оболочкой. По осям стен помещения устроены высокие стрельчатые ниши, декорированные ганчевыми сталактитами. Пропорции помещения, его высота (39 м), белизна стен в тусклом освещении создают атмосферу покоя, благоговения и торжественности.

### Усыпальница

План всего мавзолейного комплекса

Усыпальница (каз. қабірхана) Ходжи Ахмеда Ясави — это квадратное (7,5х7,5) купольное помещение, с неглубокими, но широкими, в половину длины каждой стены, арочными нишами. В центре помещения надгробие (3,25х2х2,2 м), облицованное бледно-зелёным орнаментом. Паломники, как правило, сюда не допускались. Они совершали молитву у входа в усыпальницу.

### Малая мечеть
Малая мечеть (место для молитв) — одно из самых интересных помещений комплекса по конструкции и декору. Крестообразное в плане, оно увенчано совершенно необыкновенным куполом, будто вырезанным из перламутра и установленным на сравнительно высоком барабане, в котором имеются световые проемы.

### Малый и большой дворцы
Дворцы, большой и малый, представляют собой двусветные залы. В XVI—XVIII веках, когда в городе Туркестане находилась резиденция казахских ханов Старшего и Среднего жузов, они использовались как дворцовые помещения.
Малый дворец — помещение, где на протяжении шестисот лет хоронили самых уважаемых людей. Всего здесь 43 надгробных камня. Самое старое захоронение 1431 года, самое последнее — 1917 года.
Большой дворец — это уникальное дворцовое помещение первоначально предназначалось для сбора дервишей, собраний религиозных общин. В зале проводились дипломатические приёмы, военные переговоры, собрания феодальной знати. Здесь находятся ханское кресло и скипетр.
На входе в помещение большого дворца можно увидеть надгробный камень известного казахского правителя Абылай хана, умершего в 1781 году.

### Библиотека
Библиотека (каз. кітапхана) примыкает к главному залу с запада, как бы уравновешивая в плане примыкающий с востока малый дворец. В этом зале размещалась библиотека древних рукописных книг, печатных изданий. Также здесь переписывались книги и велось делопроизводство.

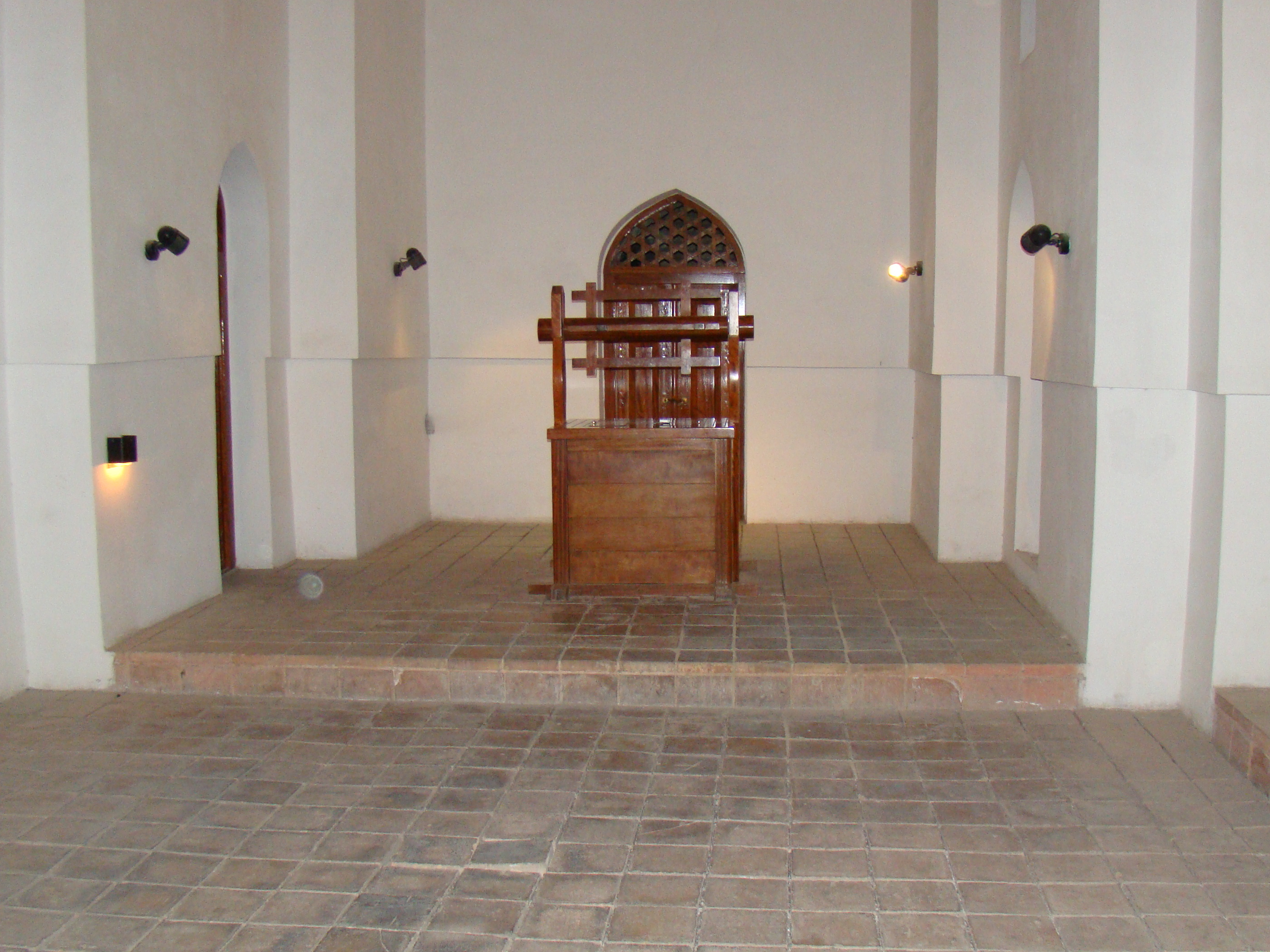
Помещение кудукхана

### Столовая
Столовая (каз. асхана), название зала связано с приготовлением особого ритуального кушанья для паломников. Еда готовилась в течение суток, готовили еду из пшеницы и баранины. Тут сохранились старинные печи, котёл, деревянная посуда.

### Колодезная
Колодезная (каз. құдықхана) — помещение с колодцем (каз. құдық), который, по одной версии был вырыт во время строительства комплекса, чтобы обеспечить строителей водой; по другой версии — во время сопротивления городского населения джунгарам, вторгшимся в пределы Казахского ханства в XVIII в. Воду из этого колодца считали священной, ею наполняли тайказан и раздавали паломникам в дни мусульманских праздников.

## Реликвии

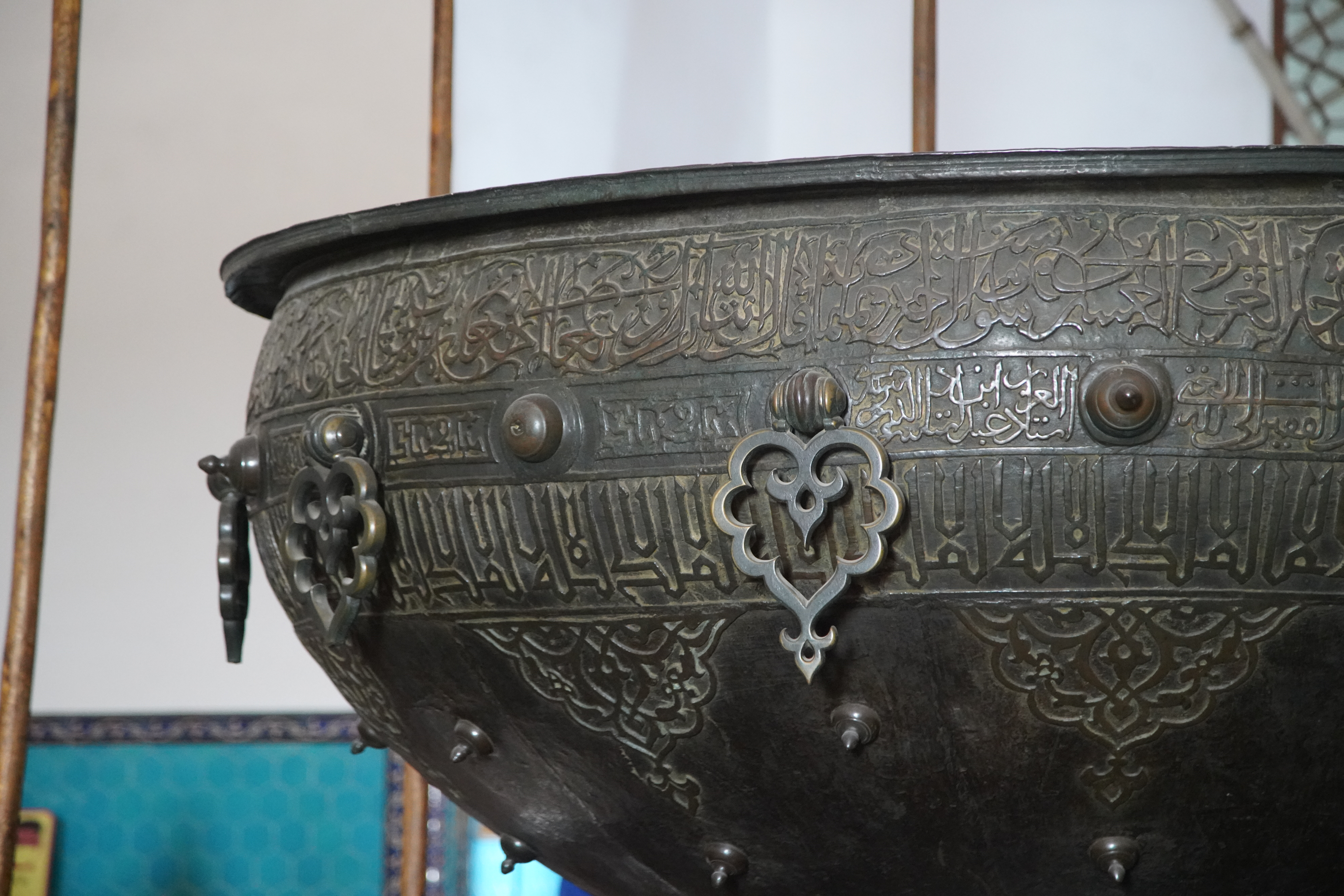
Тайказан

- Одной из главных достопримечательностей этого мавзолея является тайказан — самая большая по всему восточному мусульманскому миру чаша для воды[12]. Она была, по преданиям, отлита из сплава семи металлов в селе Карнак, в 25 километрах от города Туркестана. Поверхность тайказана украшена тремя поясами рельефных надписей на фоне растительного орнамента. Верхняя гласит, что этот казан для воды — дар Тимура сооружению, воздвигнутому в память о Ходже Ахмеде Ясави. В средней слова: «Будь благословен», дата изготовления казана — 25 мая 1399 год и имя мастера — Абдульгазиз ибн Шарафутдин из Тебриза. В нижней сказано: «Царство Аллаху». Ручки котла имеют вид цветков лотоса и чередуются с круглыми выступами. Объём казана составляет 3000 литров, масса — 2 тонны, диаметр — 2,2 метра, а высота 1,58 метра. С 1934 года эта чаша экспонировалась в Ленинграде (ныне Санкт-Петербург, Россия) в Государственном Эрмитаже. В 1988 году тайказан был возвращен в мавзолей.
- В помещении «казандык» установлены светильники, некоторые из них до сих пор хранятся здесь, а два из них хранятся в Лувре и Эрмитаже. Среди них наибольшую художественную ценность представляет монументальный бронзовый светильник — также дар Тимура. Он украшен растительной орнаментацией, гравированными надписями и инкрустацией серебром и золотом. Надписи сообщают имя мастера — Изуддин ибн Таджундин и год изготовления — 1397.
- Флагшток, установленный по приказу Тамерлана, имеет длину 4 метра, сделан из слоновой кости. Флаг, который был прикреплён туда, был утерян, но по сохранившимся фотографиям в записях мавзолея, можно сделать вывод, что цвет флага являлся зелёным («Цвет мусульман»).

### Легенды, связанные с мавзолеем
- Как говорится в легенде, по распоряжению Тамерлана над могилой Ходжа Ахмеда Ясави началось строительство мечети (1396—1405). Все попытки возвести стены терпели неудачу, сильная буря сносила их, по другой версии постройку разрушал появлявшийся зелёный бык. Явившийся во сне Тимуру святой сказал, что сначала нужно построить мавзолей над могилой святого Арыстан баба, а затем над могилой Ходжи Ахмеда Ясави. Тимур так и сделал. Поэтому паломники первым посещают мавзолей Арыстан-Баба, а потом мавзолей Ходжи Ахмеда Ясави[13].

## Память

### На монетах

Памятные монеты
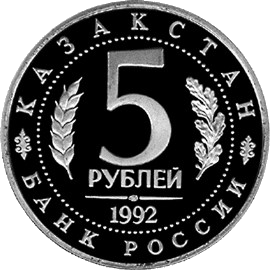
Монета Банка России выпущенная в память о мавзолее Ходжи Ахмеда Ясави в Туркестане (аверс)
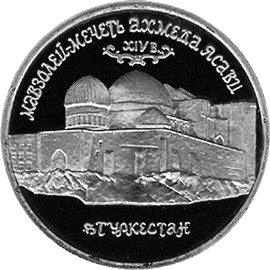
Реверс монеты Банка России
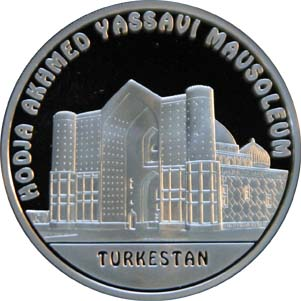
Серебряная монета Республики Казахстан — Серия «Знаменитые мечети мира» — 100 тенге
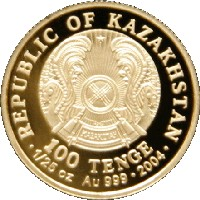
Золотая монета Республики Казахстан. Древний Туркестан. Аверс. 100 тенге. Золото 999-й пробы

### На банкнотах тенге

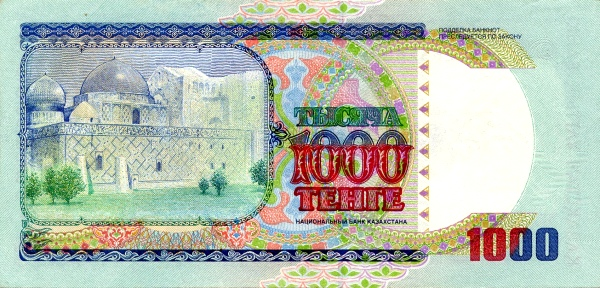
Банкнота 1000 тенге Республики Казахстан. 1994. Реверс.

### В филателии

Почтовые марки
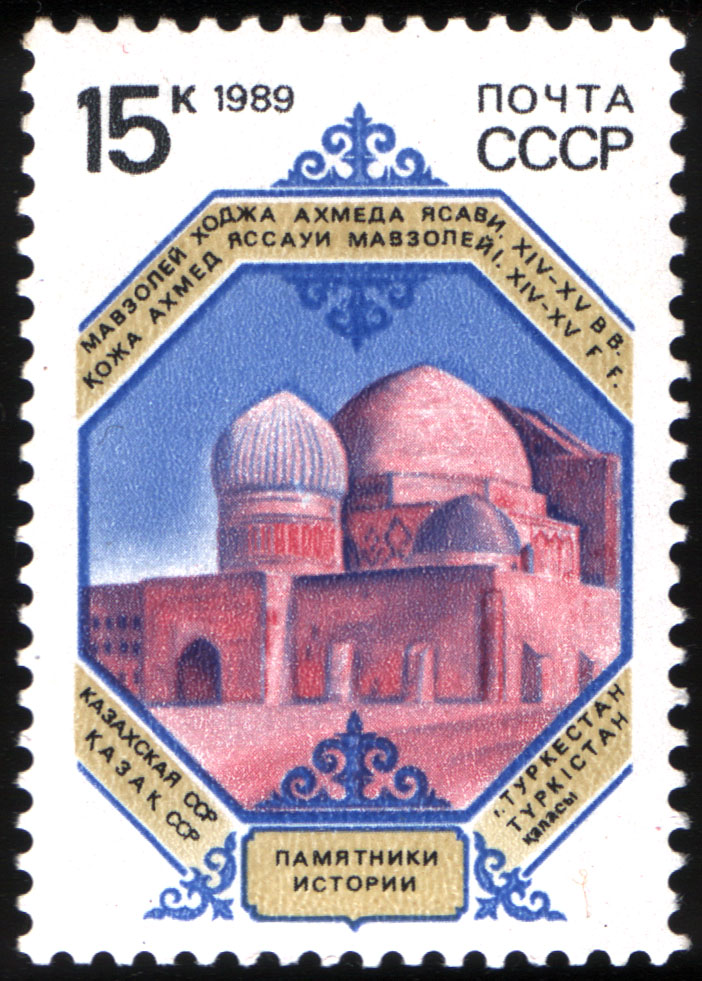
Марка СССР. Памятники истории. Туркестан. Мавзолей Ходжа Ахмеда Ясави, 1989 год
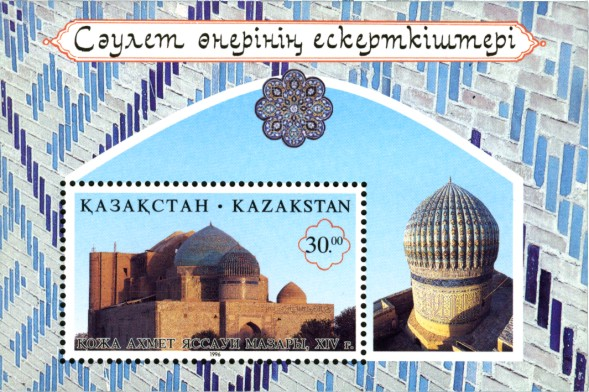
Кожа Ахмет Яссауи мазары на почтовом блоке Казахстана, 1996
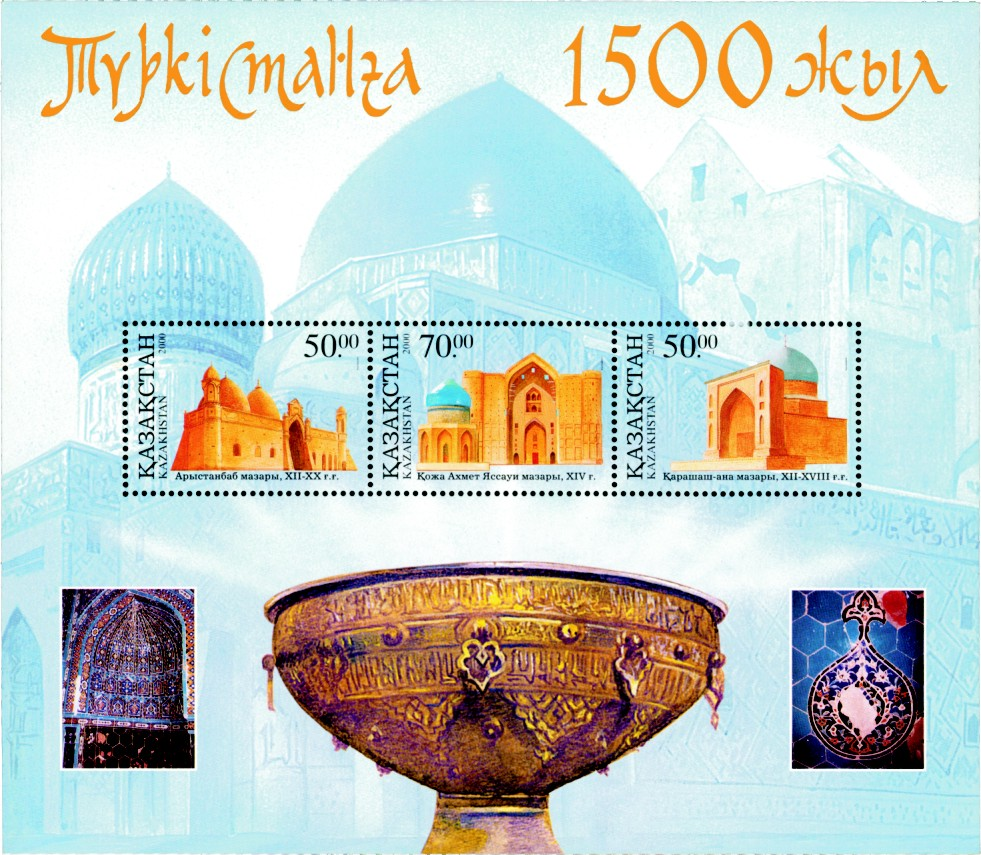
Тай казан на памятной почтовой марке Казахстана, посвященной 1500-летию Туркестана

## Галерея

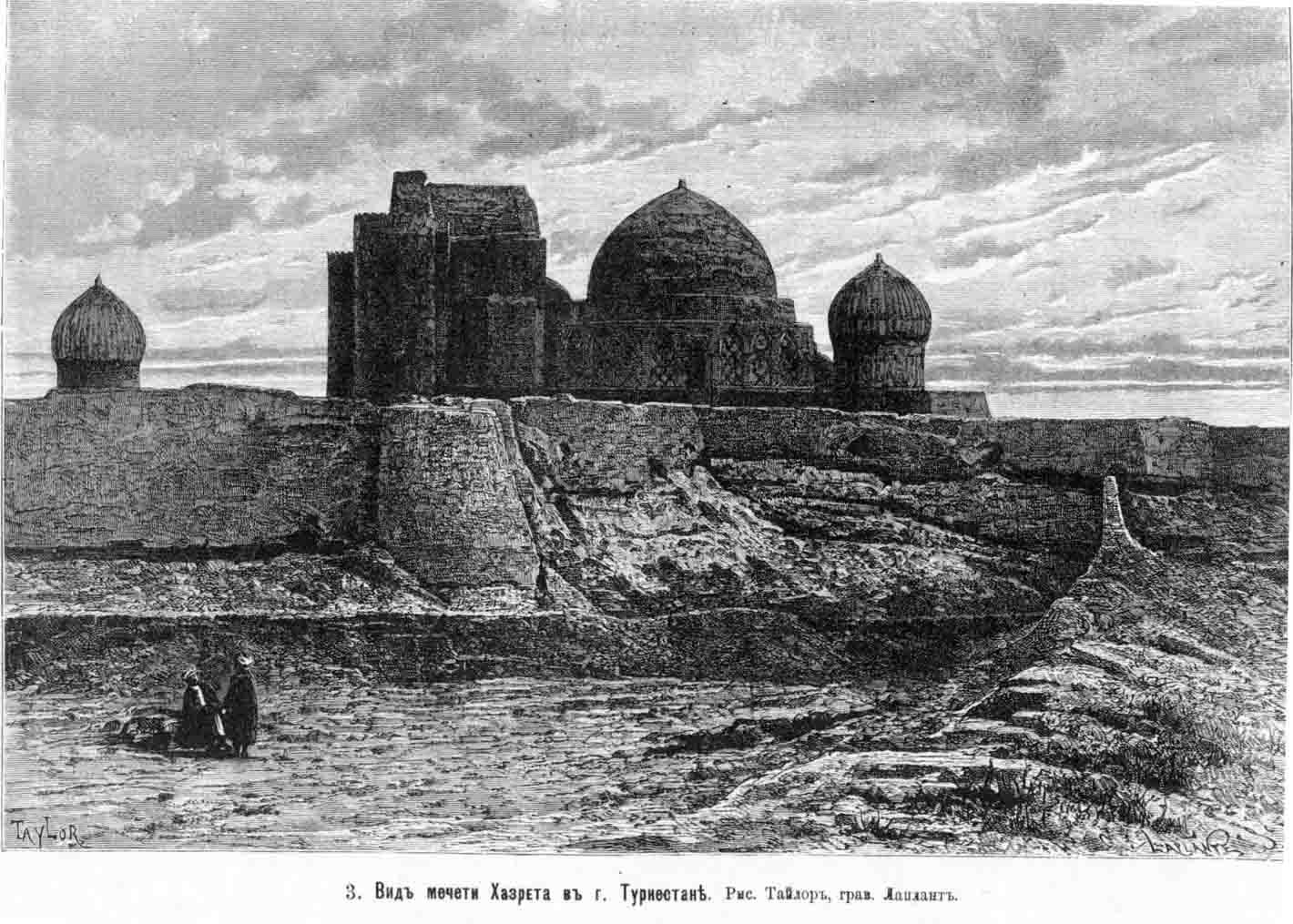
Старый рисунок города Туркестан, фото впервые опубликовано в 1879 году.
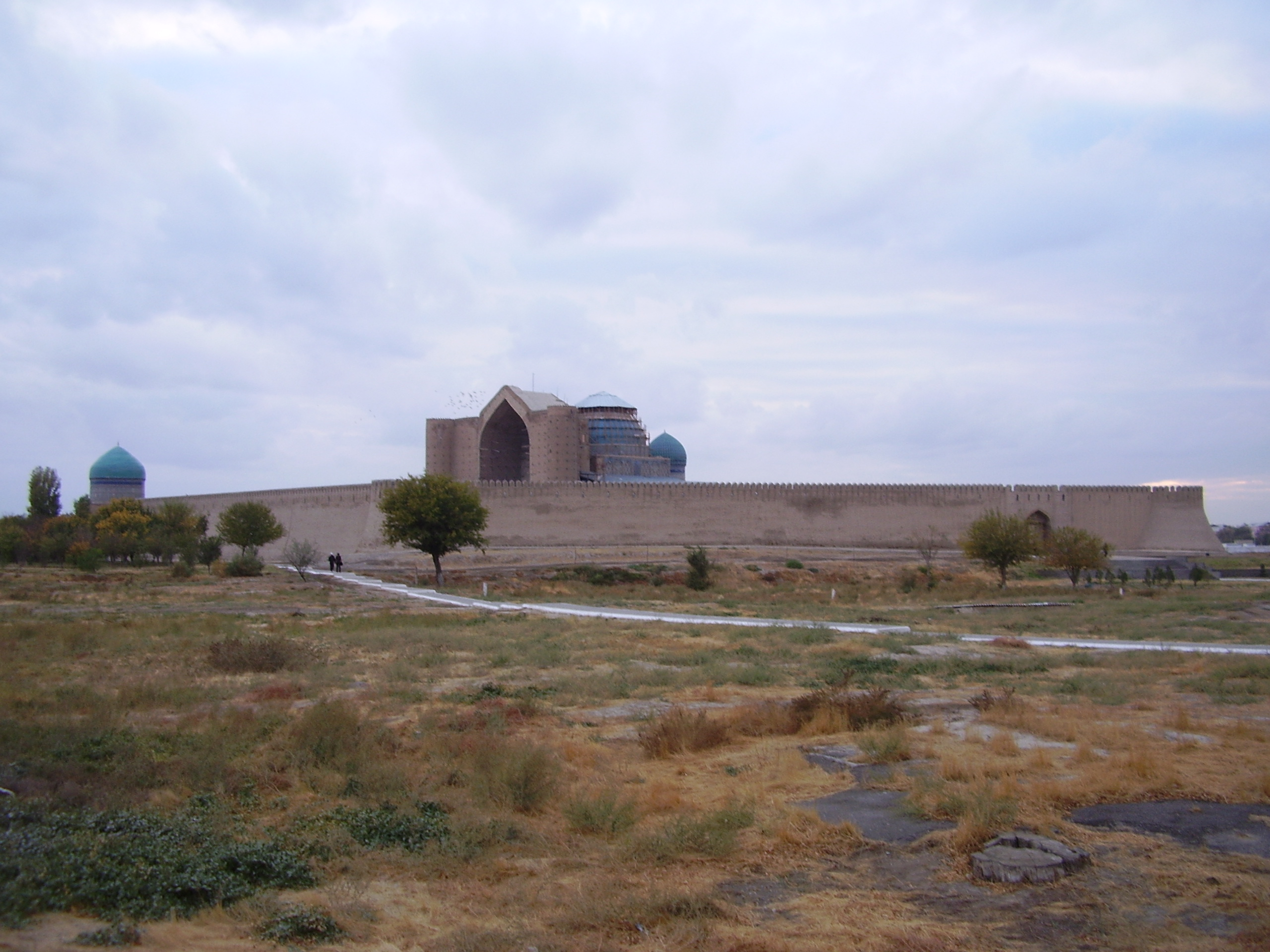
Стена средневековой городской цитадели (реконструкция). На заднем плане — ханака Ахмеда Ясави.
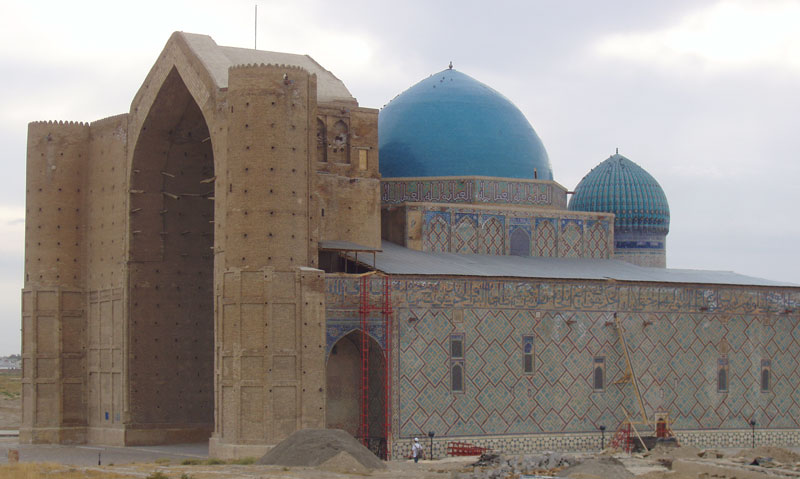
Мавзолей вид с восточной стороны.
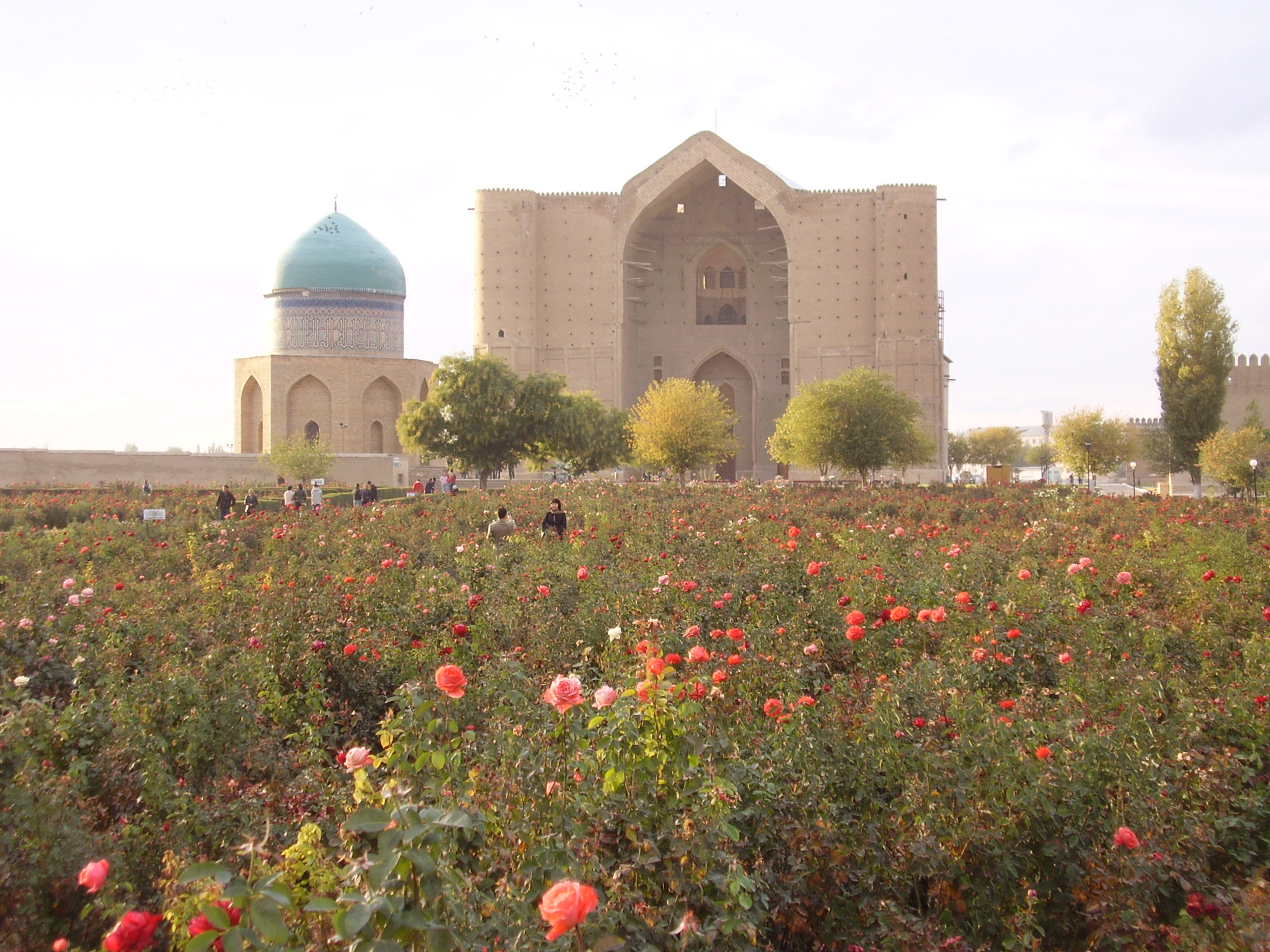
Мавзолей вид с южной стороны, на переднем плане виден мавзолей Рабиги Султан бегим.
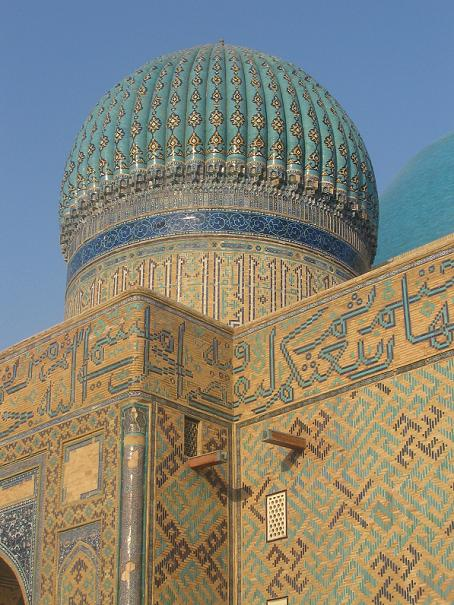
Северная сторона мавзолея, купол над могилой Ходжи Ахмеда Ясави.
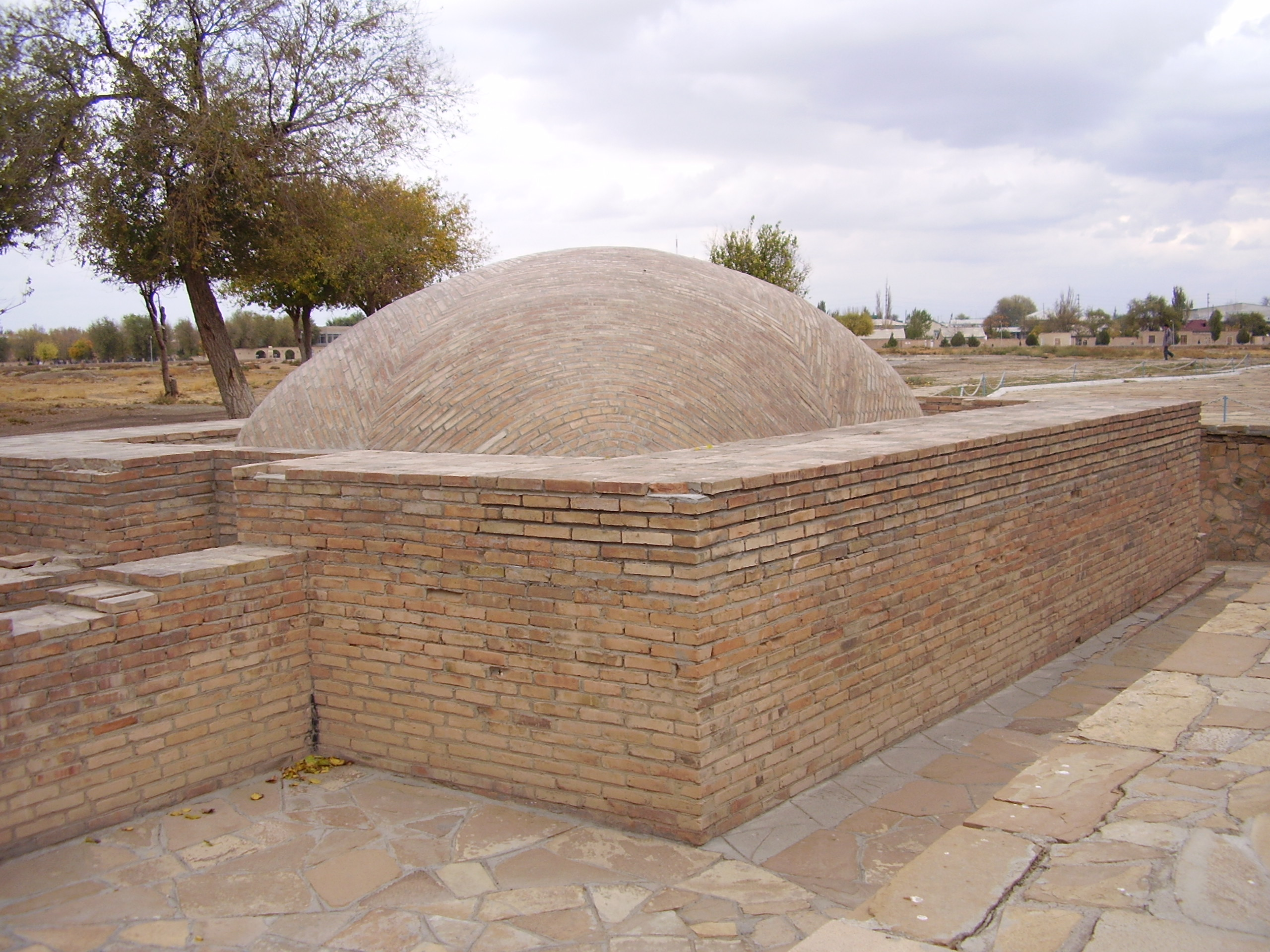
Шильдехана — средневековое культовое суфийское сооружение. Расположено в 22 м к ceвеpo-западу от ханаки Ахмеда Ясави.
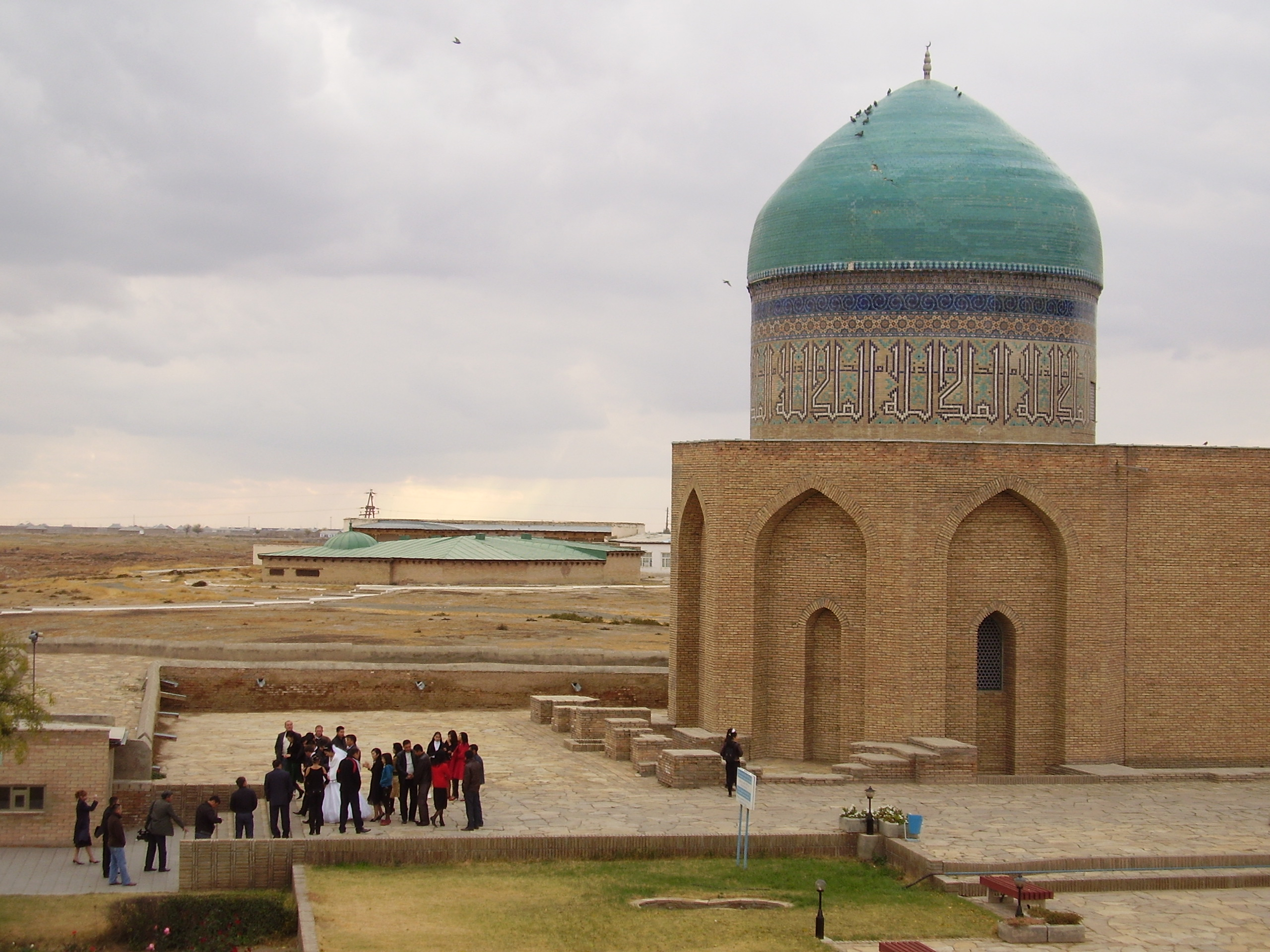
Мавзолей Рабиги Султан Бегим, на заднем — крыша над «Большим Хильветом», средневековым суфийским культовым подземным сооружением, в настоящее время превращённым в музей.
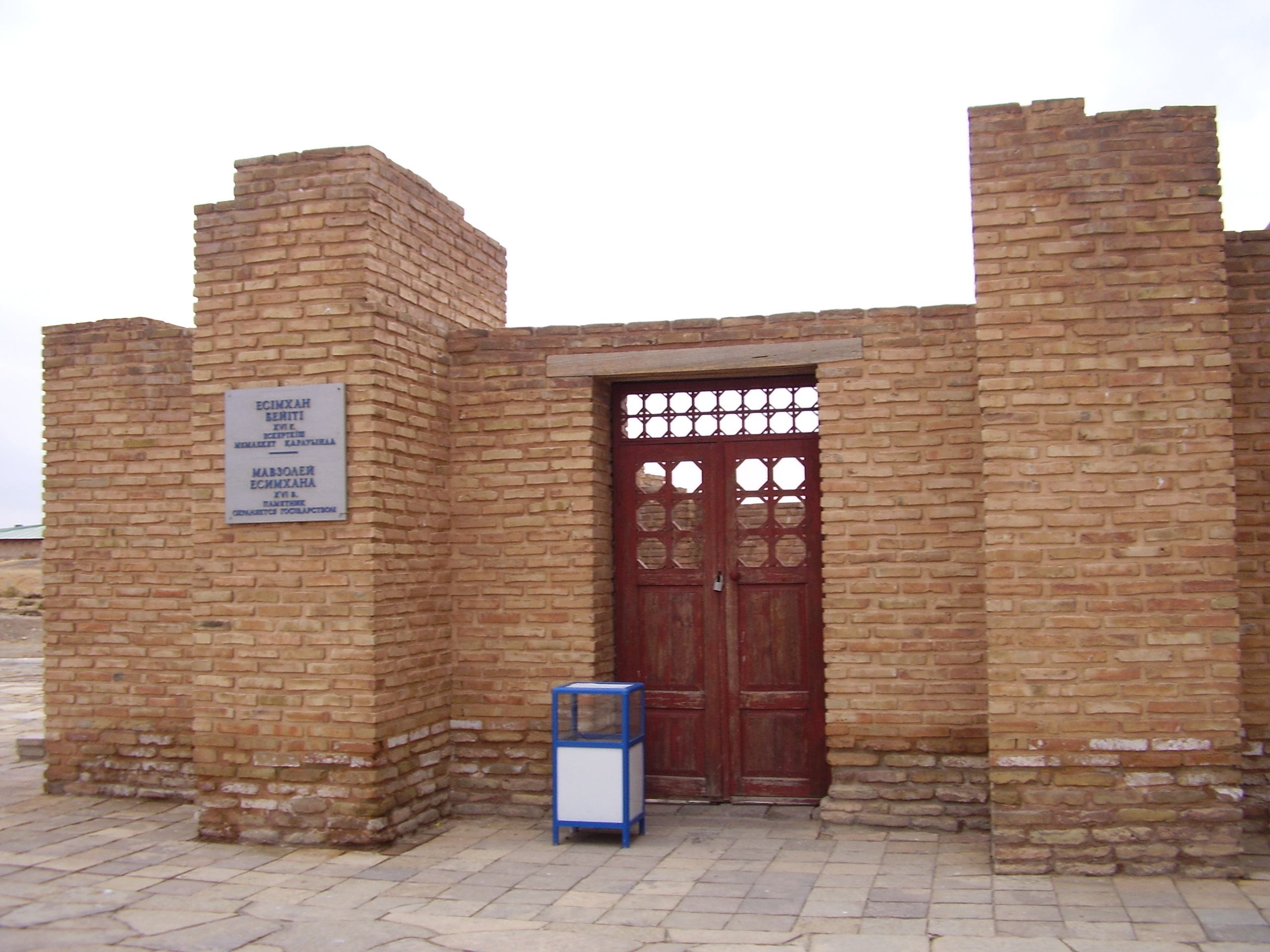
Мавзолей Есимхана. Расположен в 12 м к югу от западного минарета ханаки Ахмеда Ясави.
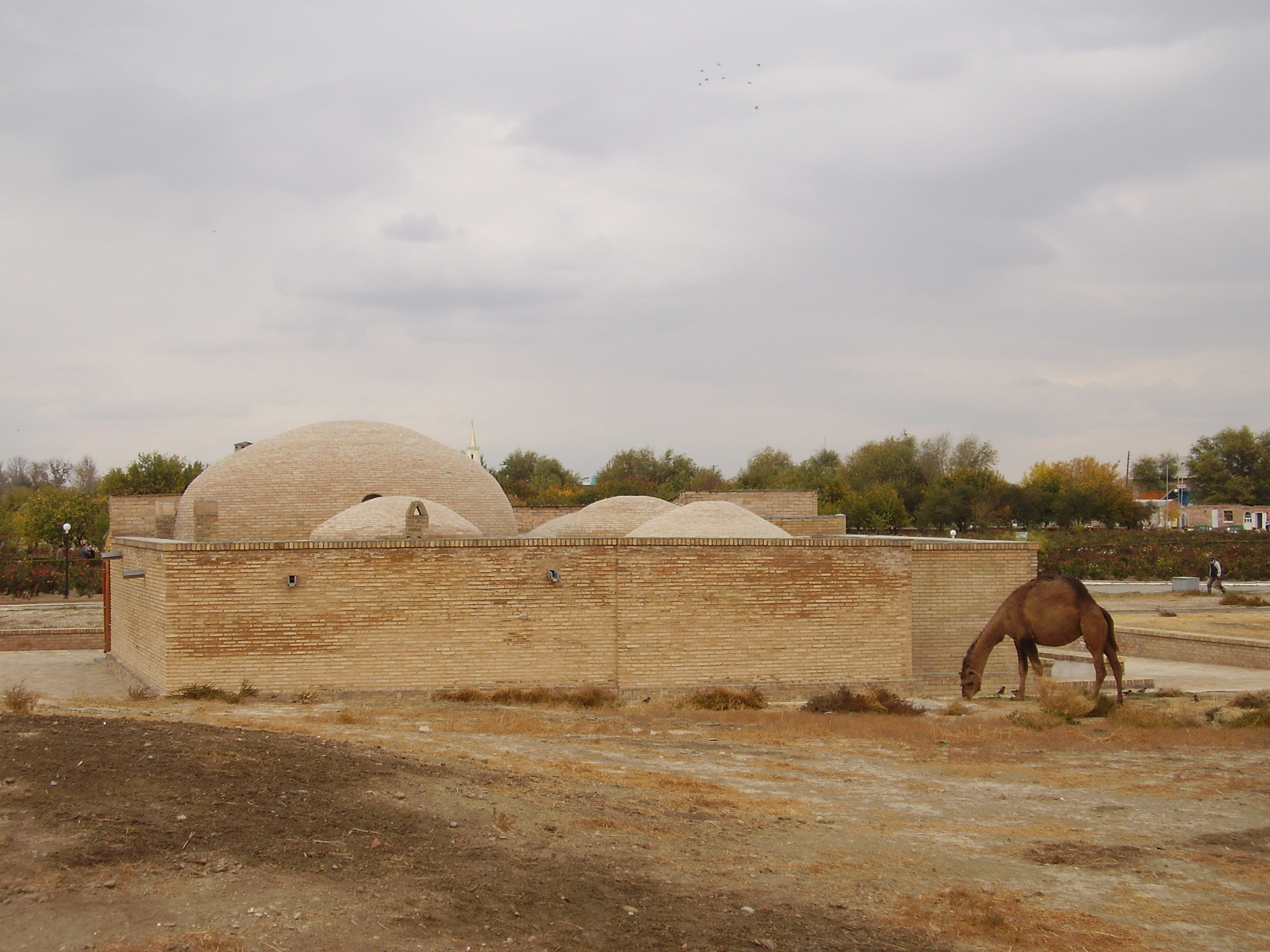
Музей «Восточная баня», реконструированное сооружение XVI-XVIII веков. Расположено в 150 м к югу от ханаки Ахмеда Ясави